# Gravelly
Gravelly è una località (unincorporated community) degli Stati Uniti d'America situata nella  Contea di Yell nell'Arkansas occidentale, nota anche come Gravelly Hill.
La località ha dato i natali all'attore Arthur Hunnicutt.